# Crossman River
Crossman River är ett vattendrag i Australien. Det ligger i delstaten Western Australia, omkring 110 kilometer sydost om delstatshuvudstaden Perth.
I omgivningarna runt Crossman River växer huvudsakligen savannskog. Trakten runt Crossman River är nära nog obefolkad, med mindre än två invånare per kvadratkilometer. Genomsnittlig årsnederbörd är 757 millimeter. Den regnigaste månaden är september, med i genomsnitt 139 mm nederbörd, och den torraste är februari, med 9 mm nederbörd.